# Hasso von Manteuffel
Hasso von Manteuffel (Potsdam, 1897. január 14. – Reith, 1978. szeptember 24.) német katonatiszt a második világháborúban, utána pedig liberális politikus Nyugat-Németországban.

## Élete a második világháborúig
Potsdamban, arisztokrata szülők gyermekeként (a család férfi tagjait a Freiherr cím illette meg) látta meg a napvilágot. Katonai pályafutása 1908-ban vette kezdetét, amikor kadét lett egy katonai iskolában. Az első világháborúban a 3. huszárezrednél szolgált hadnagyként, később a 6. porosz gyalogoshadosztálynál szolgált a nyugati fronton, ahol megsebesült. 1917-ben a vezérkarhoz kerül. Teljesítményével kiérdemelte a Vaskereszt mindkét osztályát.
A háború után harcolt a Freikorps kötelékében, majd a Reichswehr megalakulása után csatlakozott a 25. Lovasezredhez, 1919-ben. Két évvel később vette el Ewald von Kleist unokahúgát, Armgard von Kleistet, később két gyerekük született.
Az 1930-as években indult be igazán a karrierje: 1935-ben lett a 2. motorbiciklis zászlóalj parancsnoka Heinz Guderian 2. páncéloshadosztályában. 1936–1937 között ugyanennél az egységnél volt kiképzőtiszt, egészen 1941-ig oktatott (így kihagyta a lengyel és a francia hadjáratot), 1939-től már Berlinben volt.

## A második világháborúban
1941-ben került a 7. páncéloshadosztályhoz, amely Hermann Hoth parancsnoksága alá volt rendelve, így az egység kivette a részét a Moszkva környéki harcokból: Manteuffel egysége mindössze 50 km-re volt a szovjet fővárostól: teljesítményéért megkapta a Vaskereszthez a Lovagkeresztet.
A téli harcok után a hadosztályt Franciaországba küldték feltöltésre, itt nevezték ki 1942 júliusában a 7. páncélos dandár parancsnokává. Egységét 1943 januárjában Tunéziába vezényelték, ahol eredményesen harcolt a védekező hadmozdulatok során. Az evakuálást követően, 1943. május 1-jén léptették elő vezérőrnaggyá. Nyáron átvette a parancsnokságot a 7. páncélos hadosztály fölött: nehéz helyzetben kellett egységével helyt állnia: a Citadella-hadművelet kudarca után kellett visszavernie a szovjet ellentámadást.
Az év folyamán Ukrajnában harcolt egységével. Novemberben visszavette Zsitomirt, így kimentette a körbezárt 8. páncélos hadosztályt a városból.
1944. február 1-jén nevezték ki a Großdeutschland páncélgránátos hadosztály parancsnokává. 1944 során egységével Ukrajnában harcolt: a sorozatos visszavonulások során Romániáig szorultak vissza, innen vezényelték hadosztályát Kelet-Poroszországba, feltöltésre. A július végi szovjet támadás szétzúzta a középső hadseregcsoportot, s hogy Manteuffel stabilizálja a frontot, ellentámadást indított Litvániából, amely sikeres volt, de nagy veszteségekkel járt.
1944. szeptember 1-jén léptették elő páncélos tábornokká, ez után vette át a parancsnokságot az 5. páncéloshadsereg fölött: a páncéloshadsereg Lotaringiában harcolt az ősz folyamán, majd visszavonták feltöltés céljából: az egységnek ugyanis fontos szerepet szántak a téli, ardenneki offenzívában: a decemberi offenzíva során Manteuffel hadserege érte el a legnagyobb előrenyomulást, egységei kis híján eljutottak Dinant-ig.
1945 márciusában került a 3. páncéloshadsereg élére: a hadseregnek az Odera vonalát kellett védenie a sokszoros túlerővel szemben. A front áttörése után Manteuffel Mecklenburgig hátrált, itt esett brit fogságba május 3-án.

## A háború után
1947-ig volt hadifogolytáborban, szabadon engedése után a Német Szabaddemokrata Párt tagja lett, és ilyen minőségben volt képviselő a Bundestagban 1953–1957 között, az ő javaslatára lett a Szövetségi Németország haderejének a neve a Bundeswehr. 1968-ban oktatott a West Point-i akadémián. Néhány háborús filmhez felkérték szakértőnek. 1978-ban egy ausztriai utazás során halt meg.

## Külső hivatkozások
- Manteuffel életrajza németül